# Limbaži
Limbaži est une ville du nord de la Lettonie, à 90 km de la capitale Riga. La population compte environ 10 000 personnes. Fondée au XIIIe siècle près du château de l’archevêque de Riga. Elle obtient le droit de cité en 1385. Au Moyen Âge elle a été fortifiée à l’aide de murs en pierre.
Le centre d’entraînement olympique national pour le canoë est située dans cette ville.